# Christian Rasp
Christian Rasp (né le 29 septembre 1989 à Ochsenfurt) est une bobeur allemand.

## Palmarès

### Jeux Olympiques
- : médaillé d'argent en bob à quatre aux Jeux olympiques d'hiver de 2022 à Pékin  Chine.

### Championnats monde
- : médaillé d'or en bob à 4 aux championnats monde de 2017.
- : médaillé d'or en équipe mixte aux championnats monde de 2016, 2017.
- : médaillé d'argent en bob à 4 aux championnats monde de 2020.
- : médaillé de bronze en bob à 4 aux championnats monde de 2021.

### Coupe du monde
- 34 podiums  : 
  - en bob à 2 : 1 victoire, 5 deuxièmes places et 4 troisièmes places.
  - en bob à 4 : 9 victoires, 7 deuxièmes places et 8 troisièmes places.
- 1 podium en équipe mixte : 1 victoire.

#### Détails des victoires en Coupe du monde
| Édition   | Bob à 2      | Bob à 4                                |
| 2016-2017 | Saint-Moritz | Altenberg Winterberg Königssee         |
| 2017-2018 |              | Park City Winterberg Igls Saint-Moritz |
| 2018-2019 |              | Königssee                              |
| 2019-2020 |              | Winterberg                             |